# کوندو نوبوتاکه
کوندو نوبوتاکه (به ژاپنی: 近藤 信竹, Kondō Nobutake)؛ ۲۵ سپتامبر ۱۸۸۶ – ۱۹ فوریهٔ ۱۹۵۳ یک آدمیرال در نیروی دریایی امپراتوری ژاپن در جنگ جهانی دوم بود.
همچنین برندهٔ جوایزی همچون نشان بادبادک طلایی شده‌است.